# Кассвілл (Західна Вірджинія)
Кассвілл (англ. Cassville) — переписна місцевість (CDP) в США, в окрузі Мононґалія штату Західна Вірджинія. Населення — 1268 осіб (2020).

## Географія
Кассвілл розташований за координатами 39°40′53″ пн. ш. 80°3′56″ зх. д. / 39.68139° пн. ш. 80.06556° зх. д. (39.681474, -80.065536).  За даними Бюро перепису населення США в 2010 році переписна місцевість мала площу 9,20 км², з яких 9,18 км² — суходіл та 0,01 км² — водойми.

## Демографія
Згідно з переписом 2010 року, у переписній місцевості мешкала 701 особа в 301 домогосподарстві у складі 200 родин. Густота населення становила 76 осіб/км².  Було 337 помешкань (37/км²).
Расовий склад населення:
| - 95,3 % — білих - 2,7 % — чорних або афроамериканців - 0,3 % — азіатів - 0,1 % — корінних американців |

До двох чи більше рас належало 1,4 %. Частка іспаномовних становила 0,7 % від усіх жителів.
За віковим діапазоном населення розподілялося таким чином: 19,3 % — особи молодші 18 років, 63,2 % — особи у віці 18—64 років, 17,5 % — особи у віці 65 років та старші. Медіана віку мешканця становила 43,9 року. На 100 осіб жіночої статі у переписній місцевості припадало 87,9 чоловіків;  на 100 жінок у віці від 18 років та старших — 87,4 чоловіків також старших 18 років.
Середній дохід на одне домашнє господарство  становив 50 362 долари США (медіана — 55 064), а середній дохід на одну сім'ю — 62 707 доларів (медіана — 56 939). За межею бідності перебувало 4,6 % осіб, у тому числі 0,0 % дітей у віці до 18 років та 0,0 % осіб у віці 65 років та старших.
Цивільне працевлаштоване населення становило 510 осіб. Основні галузі зайнятості: освіта, охорона здоров'я та соціальна допомога — 31,8 %, публічна адміністрація — 28,8 %, будівництво — 6,7 %, транспорт — 6,3 %.